# 瑞士聯邦司法警察部
瑞士联邦司法警察部（德語：Eidgenössisches Justiz- und Polizeidepartement) ，是瑞士联邦政府所属的七个部之一，瑞士联邦委员会的七名成员之一的司法部长负责本部门工作。该部原称瑞士司法警察部，1979年改为现名。

## 组成部门
- 瑞士联邦司法警察部
  - 联邦司法警察部总秘书处 
    - 联邦博彩业委员会

  - 联邦司法办公室
  - 联邦警察局
  - 联邦移民室
  - 联邦计量局

独立部门：
- 瑞士律师协会
- 瑞士比较法研究所
- 瑞士联邦知识产权研究所

## 历任部长
- 1848年–1849年: 亨利·德吕埃
- 1850年–1851年: 约纳斯·富勒尔
- 1852年: 亨利·德吕埃
- 1853年–1854年: 约纳斯·富勒尔
- 1855年: 雅各布·施滕普夫利
- 1856年–1857年: 约纳斯·富勒尔
- 1858年: 约瑟夫·马丁·克尼塞尔
- 1859年–1861年: 约纳斯·富勒尔
- 1861年–1863年: 雅各布·杜布斯
- 1864年–1865年: 约瑟夫·马丁·克尼塞尔
- 1866年: 雅各布·杜布斯
- 1867年–1873年: 约瑟夫·马丁·克尼塞尔
- 1874年–1875年: Paul Cérésole
- 1876年–1880年: Fridolin Anderwert
- 1881年: Emil Welti
- 1882年: Antoine Louis John Ruchonnet
- 1883年: Adolf Deucher
- 1884年–1893年: Antoine Louis John Ruchonnet
- 1894年–1895年: Eugène Ruffy
- 1895年–1897年: Eduard Müller
- 1897年–1900年: Ernst Brenner
- 1901年: Robert Comtesse
- 1902年–1907年: Ernst Brenner
- 1908年: Josef Anton Schobinger
- 1908年: Ludwig Forrer
- 1909年–1911年: Ernst Brenner
- 1911年: Arthur Hoffmann
- 1912年: Eduard Müller
- 1913年: Camille Decoppet
- 1914年–1919年: Eduard Müller
- 1920年–1934年: Heinrich Häberlin
- 1934年–1940年: Johannes Baumann
- 1941年–1951年: Eduard von Steiger
- 1952年–1958年: Markus Feldmann
- 1959年: Friedrich Traugott Wahlen
- 1960年–1971年: Ludwig von Moos
- 1972年–1982年: Kurt Furgler
- 1983年–1984年: Rudolf Friedrich
- 1984年–1989年: Elisabeth Kopp
- 1989年–1999年: Arnold Koller
- 1999年–2003年: 露特·梅茨勒-阿努尔德（英语：Ruth Metzler）
- 2004年–2007年: 克里斯托夫·布勒歇尔
- 2008年–2010年: 伊夫琳·威德默-施伦普夫
- 2010年–2018年: 西莫妮塔·索马鲁加
- 2019年–2022年: 卡琳·凯勒-祖特尔
- 2023年: 伊丽莎白·鲍默-施奈德
- 自2023年: 贝亚特·扬斯（英语：Beat Jans）